# 白本奈緒
白本 奈緒（はくもと なお　4月18日 - ）は日本のゲームクリエイター。大阪府出身。
神戸芸術工科大学卒業後、キャビアに入社。その後、ILCAに入社。

## 仕事実績
- Xbox 360『BULLET WITCH』 / 2006年‐ 企画
- PS3『NieR Gestalt/NieR Replicant』/2010年 - 企画
- 3DS『アニマルリゾート 動物園をつくろう!!』/ 2011年- 企画&シナリオ担当
- PS3『DRAG-ON DRAGOON 3』/2013年 - 企画
- ブラウザ『千年勇者』 / - 世界観&シナリオ担当
- iOS Android『ドリフェス！』/2016年- クリエイティブディレクター
- iOS Android『SINoALICE -シノアリス- 』/2017年 -シナリオ
- PS4 Steam『アイドルマスター　スターリットシーズン』 /2021年- シナリオマネージャー

- iOS Android『トワツガイ』/2022年-原作・世界観設定